# كيكوتشي (كوماموتو)
مدينة كيكوتشي (بالإنجليزية: Kikuchi) هي أحد المدن التابعة لمحافظة كوماموتو. تأسست رسميًا في 01/08/1958. ويقدر عدد سكانها بـ 51471 نسمة حسب تقدير مكتب الإحصاء الياباني لعام 2012. تبلغ مساحة كيكوتشي 276.66 كم2. بكثافة سكانية تبلغ 186 نسمة/كم2.

## أعلام
- شيغيرو تشيبا